# Groupe Studyrama
 (février 2023).
Le groupe Studyrama est un groupe commercial, fondé en 1989. Comportant plusieurs médias, il est spécialisé dans « l'orientation, la vie étudiante et la réussite professionnelle. » « [Il] a pour mission principale d’informer et d’accompagner les jeunes et les actifs dans leur parcours scolaire et leur carrière professionnelle. » Il regroupe des publications sur le web et des magazines, ainsi que la maison d'édition scolaire Bréal, et organise des évènements autour de ses domaines d'activités.

## Histoire

### Création et débuts
Studyrama est créé en 1989 par deux étudiants de l'Université Paris-Dauphine. Jean-Cyrille Boutmy[source insuffisante] et François Firmin ont 22 ans et sont alors étudiants en 3e année à Paris IX-Dauphine. Ils décident de publier un guide des bonnes adresses étudiantes, qui sort avant la fin de l’année. Le magazine étudiant Jeunes à Paris (devenu Studyramag en 2005), est lancé. Il s'agit d'un mensuel gratuit diffusé en Île-de-France (un des pionniers en matière de presse gratuite).[réf. nécessaire]
Les « Guides J », première collection de livres du groupe, avec trois premiers titres sur les jobs étudiants, le service militaire et les aides financières, sont lancés en 1994. La société organise en 1998 son premier salon nommé Sup’Alternance, à l'Espace Champerret de Paris.[réf. nécessaire]
En 2000, le groupe se rebaptise Studyrama afin de refléter l'ensemble des activités dans la presse, l'édition, les salons, l'Internet et le hors-média. Cette même année, le premier site Internet est lancé, studyrama.com.[réf. nécessaire] Le groupe se diversifie en 2005 vers la formation professionnelle.

### Rachats
Studyrama achète en 2006 le site focusRH.com, site Internet de services de ressources humaines et, en 2007, s'implante en Belgique et en Suisse[source secondaire souhaitée] avec le Salon de l’enseignement supérieur de Bruxelles, le Salon des formations internationales de Genève, et l’ouverture des sites studyrama.be et studyrama.ch[source secondaire souhaitée]. La même année Studyrama achète le magazine Vivre à l’étranger[source secondaire souhaitée] spécialisé dans l'expatriation.
L'année suivante, le Groupe rachète les sociétés Hobsons et L’Observatoire des salaires. En 2010 est lancée une application Studyrama pour smartphone[réf. nécessaire].
Le groupe achète en 2012 le site Bankexam.fr, spécialisé dans les révisions en ligne, et, l'année suivante, les éditions Bréal, spécialisées dans les ouvrages scolaires, et connues pour avoir lancé, en 2001, la série des Antimanuel destinés au grand public (Antimanuel de philosophie de Michel Onfray, Antimanuel d'économie de Bernard Maris).[source secondaire souhaitée]

## Activités
En concurrence avec L'Étudiant, Studyrama est un des deux principaux groupes français d'organisateur de salons consacrés à l'enseignement supérieur. Il publie aussi des guides sur l'orientation, des manuels de préparation aux concours et de méthodologie. Son site Internet propose différents services. Il dresse une typographie des formations de l'enseignement supérieur par niveaux et domaines et les évalue selon différents critères objectivés par la statistique.